# Classiques arabes
Classiques arabes („Arabische Klassiker“) ist eine französische orientalistische Buchreihe, die 1981 in Beirut im Libanon erschien (Les editions de la mediterranee & Les editions kitab). Sie besteht aus sieben Bänden mit Werken von Ibn Fadlan, Ibn Hazm, Ibn Tufail, Ibn Schaddad, Ibn Chaldūn und Ibschihi, eröffnet von einer Studie von André Miquel. 

## Übersicht
- I: André Miquel, L’homme & le monde. Six ecrivains arabes.
- II: Ibn Fadlan, Voyage chez les Bulgares de la Volga (Übers. Marius Canard).
- III: Ibn Hazm, Le collier du pigeon (Übers. Léon Bercher).
- IV: Ibn Tufayl, Hayy bin Yaqzan (Übers. Léon Gauthier).
- V: Ibn Shaddad, Saladin (Übers. William MacGuckin de Slane).
- VI: Ibn Khaldun, Economie politique (Übers. Vincent Monteil).
- VII: Ibshihi, Démons et merveilles (Übers. G. Rat).